# James Roosevelt, Sr.
James Roosevelt, Sr. (født 16. juli 1828, død 8. december 1900) var en amerikansk forretningsmand og far til præsident Franklin Delano Roosevelt. Han blev født i Hyde Park, New York som søn af Isaac Roosevelt (1790–1863) og hans kone Mary Rebecca Aspinwall (1809–1886).

## Familie
Roosevelt's far Isaac Roosevelt var fjerde generations efterkommer af Nicholas Roosevelt (1658-1742), som også var en sjette generations forfader til Theodore Roosevelt. Hans kone Mary Aspinwall var en sjette generations efterkommer af Rebecca Stoughton, søster til William Stoughton, dommer og anklager under Hekseprocesserne i Salem.

## Forretning
Roosevelt's forretningsinteresser drejede sig primært om kul og transport. Han var vicepræsident i Delaware and Hudson Railway og præsident for Southern Railway Security Company. James var en høj, slank og velhavende mand med betydelige forbindelser i samfundet, et passende parti efter enhver standard. I 1853 giftede han sig med sin slægtning Rebecca Howland (1831–1876). De fik en søn, James "Rosy" Roosevelt, Jr  (1854–1927). James blev enkemand i 1876. 

## Ægteskab
Fire år senere ved et selskab, hvor hans fætter Theodore Roosevelts eksamen fra Harvard University blev fejret, mødte han en meget fjern slægtning Sara Delano. De blev gift den 7. oktober 1880 og blev forældre til Franklin Delano Roosevelt. James var efter sigende en god far for Franklin, men hans tilbagevendende hjerteproblemer gjorde ham til sidst til en invalid. Franklin reagerede ved at blive kraftigt beskyttende overfor sin far. James døde 20 år efter at han giftede sig med Sara. Hans ejendom blev efterladt til hans sønner.